# Principado de Anhalt-Dessávia
Anhalt-Dessau, ou, na sua forma portuguesa, Anhalt-Dessávia, foi um principado, e posteriormente um ducado, localizado na Alemanha. Ele foi criado em 1396 com a divisão do principado de Anhalt-Zerbst. A capital do estado era Dessau.  Anhalt-Dessau passou por várias divisões durante sua existência. A primeira divisão ocorreu em 1471 com a criação de Anhalt-Köthen. O principado foi dividido pela segunda vez em 1544 com a criação de Anhalt-Zerbst e Anhalt-Plötzkau. De 1561 até 1603, Anhalt-Dessau ficou sob o governo do príncipe de Anhalt-Zerbst. Em 1603, readquiriu autonomia e em 1807 foi elevado à condição de ducado.
Após a morte do último duque de Anhalt-Bernburg, em 1863, todas as terras de Anhalt foram reunificadas sob o governo do duque de Anhalt-Dessau que recebeu o novo título de duque de Anhalt, para o recém criado Ducado de Anhalt.

## Príncipes de Anhalt-Dessau 1396-1561
- Sigismundo I 1396–1405
- Jorge I 1405–1474 
  - Valdemar IV 1405–1417 (co-regente)
  - Sigismundo II 1405–1452 (co-regente)
  - Alberto V 1405–1469 (co-regente)
- Ernesto I 1474–1516 
  - Jorge II 1474–1509 (co-regente)
  - Sigismundo III 1474–1487 (co-regente)
  - Rodolfo IV 1474–1510 (co-regente)
- Joaquim I 1516–1561 
  - João V 1516–1544 (co-regente)
  - Jorge III 1516–1544 (co-regente)

Continua no principado de Anhalt-Zerbst 1561.

## Príncipes de Anhalt-Dessau 1603-1807
- João Jorge I 1603–1618
- João Casimiro 1618–1660
- João Jorge II 1660–1693 
  - Henriqueta Catarina de Orange-Nassau regente 1693-1697
- Leopoldo I 1676–1747
- Leopoldo II 1747-1751
  - Príncipe Dietrich regente 1751-1758
- Leopoldo III 1751–1807

Elevado à condição de ducado em 1807.

## Duques de Anhalt-Dessau 1807-1863
- Leopoldo III 1807–1817
- Leopoldo IV 1817–1863

Reunificado no Ducado de Anhalt 1863.